# 施内贝格 (巴伐利亚州)
施内贝格（德語：Schneeberg，發音：[ˈʃneːˌbɛʁk] ⓘ）是德国巴伐利亚州下弗兰肯行政区米尔滕贝格县的市镇，面积16.59平方千米，2023年12月31日人口为1,730人。